# Erula
Erula ist eine italienische Gemeinde (comune) mit 688 Einwohnern (Stand 31. Dezember 2023) in der Metropolitanstadt Sassari auf Sardinien. Die Gemeinde liegt etwa 33 Kilometer ostnordöstlich von Sassari.

## Geschichte
Domus de Janas und die Nuraghe Ispiene zeugen von früherer Besiedlung.
Bis 1988 war die Gemeinde ein Ortsteil der heutigen Nachbargemeinde Perfugas.